# Ján Cikker
Ján Cikker (født 29. juli 1911 i Banská Bystrica - død 21. december 1989 i Bratislava, Slovakiet) var en slovakisk komponist og lærer.
Han vakte opmærksomhed med en række operaer, som f.eks. Coriolanus og Das Spiel von Liebe und Tod.
Cikker har dog også gjort sig bemærket med symfoniske værker, bl.a. 3 symfonier, sinfonietta, kammermusik og sange.
Han underviste i komposition på Højskolen for Musisk Kunst i Bratislava.
Cikker hører til de ledende og betydningsfulde komponister fra slovakiet.

## Udvalgte værker
- Symfoni nr. 1 (1930) - for orkester
- Symfoni nr. 2 "Forår" (1937) - for orkester
- Symfoni nr. 3 "1945" (1974) - for orkester
- Symfonisk prolog (1934) - for orkester
- Slovensk suite (1943) - for orkester